# Союз торговых палат и товарных бирж Турции
Союз торговых палат и товарных бирж Турции (тур. Türkiye Odalar ve Borsalar Birliği), сокращённо TOBB — конфедерация всех региональных торговых, промышленных и морских торговых палат Турции, а также товарных бирж. Основан 8 марта 1950 года в Анкаре как неправительственная организация, высший представительный орган частного сектора экономики. Центр Союза расположен в Анкаре на бульваре Думлупынар, 252. Президентом Союза торговых палат и товарных бирж является Мустафа Рифат Хисарджыклыоглу с 2001 года. В настоящее время Союз насчитывает 365 торговых палат и товарных бирж:
- 178 торгово-промышленных палат,
- 60 торговых палат,
- 12 промышленных палат,
- 2 палаты морской торговли,
- 113 товарных бирж.

Членство в Союзе имеют около 1,4 млн. различных компаний. Союз торговых палат входит в Ассоциацию Европейских торгово-промышленных палат (Европалаты), Исламскую торгово-промышленную палату, Ассоциацию средиземноморских торгово-промышленных палат (ASCAME), Ассоциацию Балканских палат (ABC) и Ассоциацию торгово-промышленных палат Черноморской зоны (BCCI). В 2014 году Союз был партнёром так называемого Года экономического партнёрства и инноваций Германии и Турции (нем. Deutsch-Türkisches Jahr der Forschung, Bildung und Innovation).